# Каменевка
Каменевка (укр. Кам'янівка) — село на Украине, основано в 1870 году, находится в Овручском районе Житомирской области.
Код КОАТУУ — 1824255401. Население по переписи 2001 года составляет 83 человека. Почтовый индекс — 11114. Телефонный код — 4148. Занимает площадь 1,375 км².

## Адрес местного совета
11114, Житомирская область, Овручский р-н, пгт. Першотравневое, ул.Калинина, 9